# 朝日ケ丘 (豊田市)
朝日ケ丘（あさひがおか）は、愛知県豊田市の町名。現行行政地名は、朝日ケ丘1丁目〜朝日ケ丘6丁目。住居表示は行われていない。

## 歴史

### 沿革
- 1959年（昭和34年） - 挙母市挙母の一部により、同市朝日ケ丘が成立[1]。

## 世帯数と人口

### 人口の変遷
国勢調査による人口および世帯数の推移。
| 1995年（平成7年）  | 693世帯 2042人  |  |
| 2000年（平成12年） | 774世帯 2293人  |  |
| 2005年（平成17年） | 819世帯 2279人  |  |
| 2010年（平成22年） | 952世帯 2612人  |  |
| 2015年（平成27年） | 968世帯 2553人  |  |
| 2020年（令和2年）  | 1017世帯 2467人 |  |

## 学区
市立小・中学校に通う場合、学区は以下の通りとなる。
| 丁目・字         | 番地 | 小学校               | 中学校               |
| ---------------- | ---- | -------------------- | -------------------- |
| 朝日ケ丘1丁目    | 全域 | 豊田市立衣丘小学校   | 豊田市立朝日丘中学校 |
| 朝日ケ丘2〜6丁目 | 全域 | 豊田市立童子山小学校 | 豊田市立朝日丘中学校 |

## 施設
- 豊田市立朝日丘中学校
- 得雲会 青松こども園
- 神龍寺
- ホテルルートイン豊田元町
- 朝日ケ丘第2ふれあい広場
- センチュリーパークゴルフ
- 朝日ケ丘北ちびっこ広場
- 朝日ケ丘ちびっこ広場
- ファミリーマート豊田朝日ヶ丘店

- 神龍寺（2019年）

### WEB
1. ↑  “愛知県豊田市の町丁・字一覧”.   人口統計ラボ. 2024年2月26日閲覧。
2. 1 2  総務省統計局 (2022年2月10日). “令和2年国勢調査の調査結果(e-Stat) - 男女別人口，外国人人口及び世帯数－町丁・字等” (CSV). 2023年8月2日閲覧。
3. ↑  “愛知県豊田市の郵便番号一覧”.   日本郵便. 2024年2月23日閲覧。
4. ↑  “市外局番の一覧” (PDF).   総務省 (2022年3月1日). 2022年3月22日閲覧。
5. ↑  “ナンバープレートについて”.   一般社団法人愛知県自動車会議所. 2024年1月21日閲覧。
6. ↑  豊田市では全体で住居表示は行われていない。“その他（住民票に関すること）よくある質問”.   豊田市. 2025年5月28日閲覧。
7. ↑  総務省統計局 (2014年3月28日). “平成7年国勢調査の調査結果(e-Stat) - 男女別人口及び世帯数 －町丁・字等” (CSV). 2021年7月20日閲覧。
8. ↑  総務省統計局 (2014年5月30日). “平成12年国勢調査の調査結果(e-Stat) - 男女別人口及び世帯数 －町丁・字等” (CSV). 2021年7月20日閲覧。
9. ↑  総務省統計局 (2014年6月27日). “平成17年国勢調査の調査結果(e-Stat) - 男女別人口及び世帯数 －町丁・字等” (CSV). 2021年7月21日閲覧。
10. ↑  総務省統計局 (2012年1月20日). “平成22年国勢調査の調査結果(e-Stat) - 男女別人口及び世帯数 －町丁・字等” (CSV). 2021年7月21日閲覧。
11. ↑  総務省統計局 (2017年1月27日). “平成27年国勢調査の調査結果(e-Stat) - 男女別人口及び世帯数 －町丁・字等” (CSV). 2021年7月21日閲覧。
12. ↑  “町名別小中学校区”.   豊田市. 2025年6月9日閲覧。

### 書籍
1. ↑  「角川日本地名大辞典」編纂委員会 1989, p. 90.